# Brandon Prust

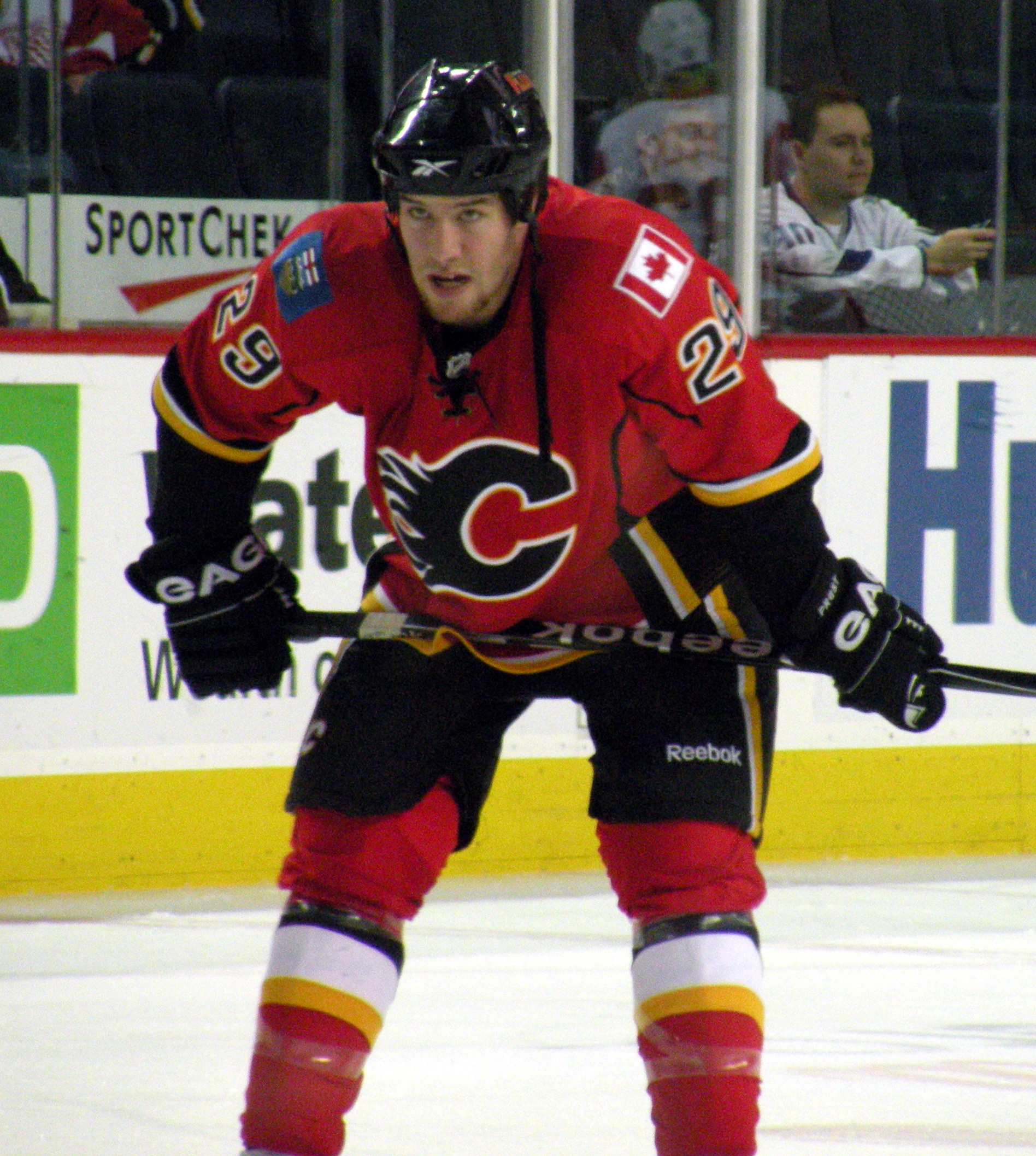
Brandon Prust i Calgary Flames.

Brandon Prust, född 16 mars 1984 i London, Ontario, är en kanadensisk professionell ishockeyspelare som spelar för Vancouver Canucks i NHL. Han har tidigare spelat för Calgary Flames, Phoenix Coyotes, New York Rangers och Montreal Canadiens
Prust valdes av Calgary Flames i NHL-draften 2004 som 70:e spelare totalt.

## Statistik

### Klubbkarriär
| 2002–03    | London Knights           | OHL        | 65  | 12 | 17 | 29  | 94  | 14 | 2 | 1  | 3  | 21 |
| 2003–04    | London Knights           | OHL        | 64  | 19 | 33 | 52  | 269 | 15 | 7 | 13 | 20 | 33 |
| 2004–05    | London Knights           | OHL        | 48  | 10 | 20 | 30  | 174 | 15 | 3 | 5  | 8  | 71 |
| 2005–06    | Omaha Ak-Sar-Ben Knights | AHL        | 79  | 12 | 14 | 26  | 249 | —  | — | —  | —  | —  |
| 2006–07    | Omaha Ak-Sar-Ben Knights | AHL        | 63  | 17 | 10 | 27  | 211 | 6  | 0 | 3  | 3  | 20 |
| 2006–07    | Calgary Flames           | NHL        | 10  | 0  | 0  | 0   | 25  | —  | — | —  | —  | —  |
| 2007–08    | Quad City Flames         | AHL        | 79  | 10 | 27 | 37  | 248 | —  | — | —  | —  | —  |
| 2008–09    | Calgary Flames           | NHL        | 25  | 1  | 1  | 2   | 79  | —  | — | —  | —  | —  |
| 2008–09    | Phoenix Coyotes          | NHL        | 11  | 0  | 1  | 1   | 29  | —  | — | —  | —  | —  |
| 2009–10    | Calgary Flames           | NHL        | 43  | 1  | 4  | 5   | 98  | —  | — | —  | —  | —  |
| 2009–10    | New York Rangers         | NHL        | 26  | 4  | 5  | 9   | 65  | —  | — | —  | —  | —  |
| 2010–11    | New York Rangers         | NHL        | 82  | 13 | 16 | 29  | 160 | 5  | 0 | 1  | 1  | 4  |
| 2011–12    | New York Rangers         | NHL        | 82  | 5  | 12 | 17  | 156 | 19 | 1 | 1  | 2  | 31 |
| 2012–13    | Montreal Canadiens       | NHL        | 38  | 5  | 9  | 14  | 110 | 4  | 0 | 1  | 1  | 14 |
| 2013–14    | Montreal Canadiens       | NHL        | 52  | 6  | 7  | 13  | 121 | 13 | 0 | 2  | 32 | 31 |
| NHL totalt | NHL totalt               | NHL totalt | 423 | 39 | 64 | 103 | 935 | 41 | 1 | 5  | 6  | 81 |